# Afgeleide eenheid
Afgeleide eenheden zijn eenheden die afgeleid zijn van basiseenheden in het SI-stelsel (of in een ander stelsel van eenheden, zoals het cgs-systeem). Afgeleide eenheden worden gebruikt voor alle grootheden anders dan de basiseenheden. Een voorbeeld is de snelheid in meter per seconde, waarbij meter en seconde de basis-eenheden zijn en m/s de afgeleide eenheid. De (scherts)eenheid voor snelheid furlong per fortnight, waarin helemaal geen SI-eenheden voorkomen, is eveneens een afgeleide eenheid, net als de vierkante mijl (mi2) voor oppervlakte en de  kubieke meter (m3) voor inhoud.
Afgeleide eenheden worden geformuleerd op basis van de bijbehorende vergelijkingen. De eenheid van kracht, newton, is gedefinieerd op basis van de vergelijking {\displaystyle F=m\cdot a}. In het SI-stelsel wordt de massa {\displaystyle m} uitgedrukt in kilogram (kg) en de versnelling {\displaystyle a} in meter per seconde kwadraat (m/s2, eveneens een afgeleide eenheid). Voor de eenheden geldt dan:
{\displaystyle \mathrm {N=kg\cdot {m \over s^{2}}} }

## Overzicht
Een overzicht van afgeleide eenheden in het SI-stelsel is te vinden op Natuurkundige grootheden en eenheden.